# Aeroporto Internacional de Ellinikon
O Aeroporto Internacional de Ellinikon (IATA: ATH, ICAO: LGAT), às vezes referido como Ellinikón (em grego:  Ελληνικόν), foi o aeroporto internacional de Atenas durante 63 anos até 28 de março de 2001, quando foi substituído pelo Aeroporto Internacional Eleftherios Venizelos. Estava localizado a 7 km ao sul de Atenas e ao oeste de Komnina. Seu nome se refere à cidade grega de Ellinikon.

## Características
O aeroporto tinha dois terminais; o terminal oeste para a Olympic Airways (atual Olympic Air) e o terminal leste para voos internacionais. Seu código IATA, ATH, é atualmente usado pelo Aeroporto Internacional Eleftherios Venizelos. Está cercado por casas residenciais e praias ao leste e ao sul pelo Glyfada Golf Club, junto com a fronteira municipal Ellinikon-Glyfada.
Após o fechamento ao tráfego de passageiros, a parte noroeste do aeroporto foi reconstruída, com as pistas sendo convertidas em um parque esportivo onde as provas de canoagem/caiaque, hóquei em campo, basebol e softbol, foram realizados durante os Jogos Olímpicos de Verão de 2004. Outras obras no aeroporto relacionadas aos Jogos Olímpicos incluíram a reforma de um dos hangares para torná-lo o principal estádio de testes de esgrima e basquete.
Apesar de essas reformas maciças mudarem os setores norte e oeste de Ellinikon, parte da pista ainda sobrevive e existe a possibilidade de continuar sendo usada como um aeroporto de aviação geral (com uma pista significativamente reduzida). O centro de radar de Atenas ainda está lá.
Desde a conclusão dos Jogos Olímpicos de Verão de 2004, tem havido muita discussão sobre a reconstrução do que resta do antigo aeroporto e de suas pistas em um parque urbano, com o objetivo de aliviar a necessidade de mais espaço verde em Atenas. Se esse projeto for realizado, o parque urbano de Ellinikon se tornará um dos maiores da Europa.
No entanto, devido à crise do grega do euro, a área do aeroporto de Hellinikon é um dos ativos públicos que foram colocados à venda para privatização.

## História
O Aeroporto Internacional de Ellinikon foi construído em 1938. Em 1963, o famoso arquiteto finlandês Eero Saarinen projetou o edifício do Terminal Leste.
Antes do encerramento do serviço de passageiros, o aeroporto servia 12 milhões de passageiros por ano.
Durante a Guerra Fria, o governo grego autorizou a Força Aérea dos Estados Unidos a usar o aeroporto de 1945 a 1993 para auxiliar o Comando de Transporte Aéreo em voos entre Roma e o Oriente Médio e facilitar a ajuda dos Estados Unidos à Grécia e à Turquia sob o Plano Marshall.
Após a sua desativação o aeroporto vai ser transformado na maior cidade inteligente da Europa, num projeto que se estende por mais de 25 quilómetros quadrados que representa uma mudança significativa na conceção urbana, combinando luxo, sustentabilidade e tecnologia de ponta.

## Incidentes
Ao longo de sua história, o Aeroporto Internacional de Ellinikon foi o ponto de partida para vários sequestros e detonações de aeronaves. Alguns dos mais populares são:
- 8 de setembro de 1974: O voo Trans World Airlines 841, que ia de Ellinikon a Roma, caiu 18 minutos após a decolagem, o que mais tarde foi considerado uma detonação de bomba.
- 27 de junho de 1976: O voo Air France 139, que partia do aeroporto com destino a Paris, foi sequestrado e desviado para Bengasi e Entebbe.
- 14 de junho de 1985: O voo Trans World Airlines 847, com destino a Roma, foi sequestrado em Beirute e Argel.
- 14 de novembro de 1985: O voo EgyptAir 648, que partiu de Ellinikon para o Cairo, foi sequestrado e desviado para Malta.

O aeroporto também foi o destino de outros dois ataques:
- 29 de agosto de 1969: O voo Trans World Airlines 840, que partiu de Roma para Ellinikon, foi sequestrado por terroristas da PFLP para Damasco.
- 2 de abril de 1986: O voo que cobre a mesma rota e com o mesmo número de voo foi detonado pelo caminho, expulsando e matando quatro pessoas no ar. A aeronave pousou sem problemas.